# Daniel Agger
Daniel Munthe Agger (Hvidovre, 12. listopada 1984.) je danski umirovljeni nogometaš koji je igrao za danski nogometni klub Brøndby, engleski Liverpool i dansku nogometnu reprezentaciju. U lipnju 2016. godine je Agger objavio kraj svoje igračke karijere. Za Liverpool je odigrao 232 utakmica i zabio je 14 puta. Također je bio dio Liverpoolove momčadi koja je osvojila Ligu kupa u 2012. godini.